# Налётчики (фильм, 2016)
«Налётчики» (англ. Marauders) — американский криминальный боевик 2016 года режиссёра Стивена С. Миллера. В главных ролях снимались Брюс Уиллис, Кристофер Мелони и Дэйв Батиста.

## Сюжет
Фильм начинается c нападения на банк Hubert National в городе Цинциннати, во время которого четверо грабителей похищают три миллиона долларов и убивают менеджера.
Расследовать преступление поручено спецагенту ФБР Джонатану Монтгомери. Он находит отпечаток пальца, который принадлежит бывшему рейнджеру армии США Ти-Джею Джексону. Он был в составе отряда дезертиров, которые в 2011 году похитили Александра Хьюберта и требовали за него выкуп. В результате военной операции все преступники, включая Джексона были убиты, но также погиб и их заложник. Интересно, что Александр был младшим братом Джеффри Хьюберта, нынешнего президента банка Hubert National, который накануне ограбили.

## В ролях
| Актёр               | Роль                                            |
| ------------------- | ----------------------------------------------- |
| Брюс Уиллис         | президент банка Hubert National Джеффри Хьюберт |
| Кристофер Мелони    | специальный агент ФБР Джонатан Монтгомери       |
| Дэйв Батиста        | агент ФБР Стоквелл                              |
| Эдриан Гренье       | агент ФБР Уэллс                                 |
| Джонатон Шек        | детектив отдела убийств Брайан Мимс             |
| Тексас Баттл        | рейнджер Ти-Джей Джексон                        |
| Лидия Халл          | агент ФБР Лидия Чейз                            |
| Кристофер Роб Боуэн | выживший сотрудник банка Брэдли Тиган           |

## Производство
9 сентября 2015 года было объявлено, что Стивен С. Миллер срежиссирует кинофильм об ограблениях по сценарию Криса Сивертсона и Майкла Коди. 25 сентября 2015 года стало известно, что Эдриан Гренье присоединился к актёрскому составу фильма.

## Выпуск
Релиз фильма состоялся 1 июля 2016 года компанией Lionsgate Premiere.

## Критика
Фильм был холодно принят критиками. На сайте Rotten Tomatoes рейтинг «Налётчиков», на основании 21 рецензий, составляет 24%, со средней оценкой 4,1 из 10. На Metacritic рейтинг составляет 42 из 100 баллов.
Фрэнк Шек из The Hollywood Reporter назвал фильм «шаблонным» с медленным темпом и запутанным сюжетом. Оуэн Глейберман из Variety написал: «Сложный сюжет фильма теряет смысл по мере его развития, потому что в объяснения тяжело поверить».